# 빈 스컬리
빈 스컬리(Vincent Edward "Vin" Scully, 1927년 11월 29일~2022년 8월 2일)는 미국의 스포츠캐스터다. 지역 채널 KCAL, Prime Ticket의 LA 다저스 전담 캐스터로, 1950년 브루클린 다저스 시절부터 2016년까지 67년 간 다저스 중계를 진행하였다. 2016년 9월 25일 마지막 홈 경기인 콜로라도 로키스 경기, 10월 2일의 샌프란시스코 자이언츠 원정 경기를 끝으로 은퇴하였다.
2016년 11월 22일 대통령 자유메달을 수상했다.
2022년 8월 2일, 캘리포니아주 히든 힐스의 자택에서 사망했다.